# دریوگن
دریوگن (به هلندی: Driewegen) یک منطقهٔ مسکونی در هلند است که در بورسله واقع شده‌است. دریوگن ۵۷۴ نفر جمعیت دارد.